# Loasa incana
Loasa incana là một loài thực vật có hoa trong họ Loasaceae. Loài này được Graham mô tả khoa học đầu tiên năm 1830.